# En film om tatoveringer
En film om tatoveringer er en dansk dokumentarfilm fra 1969 instrueret af Nils Vest efter eget manuskript.

## Handling
Optagelser af mennesker fra forskellige miljøer, som udtaler sig om tatoveringer, enten fordi de er glade for dem, fascinerede, frastødt eller har fortrudt.
Filmen er den første dokumentarfilm fra Den Danske Filmskole.